# Transeius cristobalensis
Transeius cristobalensis är en spindeldjursart som först beskrevs av De Leon 1962.  Transeius cristobalensis ingår i släktet Transeius och familjen Phytoseiidae. Inga underarter finns listade i Catalogue of Life.